# Leo Houck
Leo Houck (* 4. November 1888 in Lancaster, Pennsylvania, USA; † 21. Januar 1950) war ein US-amerikanischer Boxer, der in mehreren Gewichtsklasse antrat, aber nie einen Titelkampf um eine Weltmeisterschaft bestritt, obwohl er in den 24 Jahren seiner Karriere gegen zwölf bekannte Boxer kämpfte, die in ihrer Karriere einen Weltmeistertitel errangen.
Darunter waren die Weltergewichtler Jack Britton und Harry Lewis, die Mittelgewichtler George Chip, Frank Klaus, Johnny Wilson, Billy Papke und Harry Greb, die Halbschwergewichtler Jack Dillon und Battling Levinsky und der Schwergewichtler Gene Tunney. In seiner bis 1926 dauernden Karriere absolvierte Houck, der „The Lancaster Thunderbolt“ genannt wurde, 212 Kämpfe. Von 1922 bis 1949 arbeitete er als Boxtrainer an der Pennsylvania State University.
2012 wurde Houck in die International Boxing Hall of Fame aufgenommen.